# Briga Novarese
Briga Novarese (Briga 'd Noara in piemontese, Briga in dialetto novarese) è un comune italiano di 2 747 abitanti della provincia di Novara in Piemonte.

## Storia
Briga è parola di origine celtica, e significa collina. Vi era la presenza di un castelliere gallico sulla collina di San Colombano; solo più tardi vi fu eretto un castrum romano. Sicuramente il paese fu un insediamento romano a partire dal I secolo a.C. in quanto sono stati rinvenuti sul territorio numerosi reperti di età preromana e romana, lapidi, monete e bracciali in bronzo.
Nel 1070 divenne unico feudo dei Conti di Biandrate dopo essere appartenuto prima ai Conti di Pombia e in seguito diviso tra i Conti dell'Ossola e i Conti di Vercelli. Verso la fine del XIII secolo dopo che il nucleo del castello venne distrutto dalle milizie di Novara in lotta con i Biandrate, i Brusati eressero un'altra torre circondata da fossati e che dominava l'attuale via Antibo, di cui oggi non rimane più nessuna traccia.
Distrutto nel 1331, durante le lotte tra Guelfi (capitanati dai Brusati) e Ghibellini, ed entrato successivamente a far parte dei domini milanesi, Briga nel 1483 fu infeudato dal duca Gian Galeazzo Sforza a Luigi Terzaghi. Dal 1590 al 1690 furono feudatari del borgo gli Arrigoni, mentre successivamente fino al 1765 Briga ebbe come signori gli spagnoli Leruella Caxa con beni anche in Cureggio. 
Dopo i saccheggi da parte di francesi e spagnoli, nel 1814 il paese passò come tutto il territorio circostante sotto il dominio dei Savoia seguendo poi le sorti del Piemonte e dell'Italia Unita.

## Monumenti e luoghi d'interesse

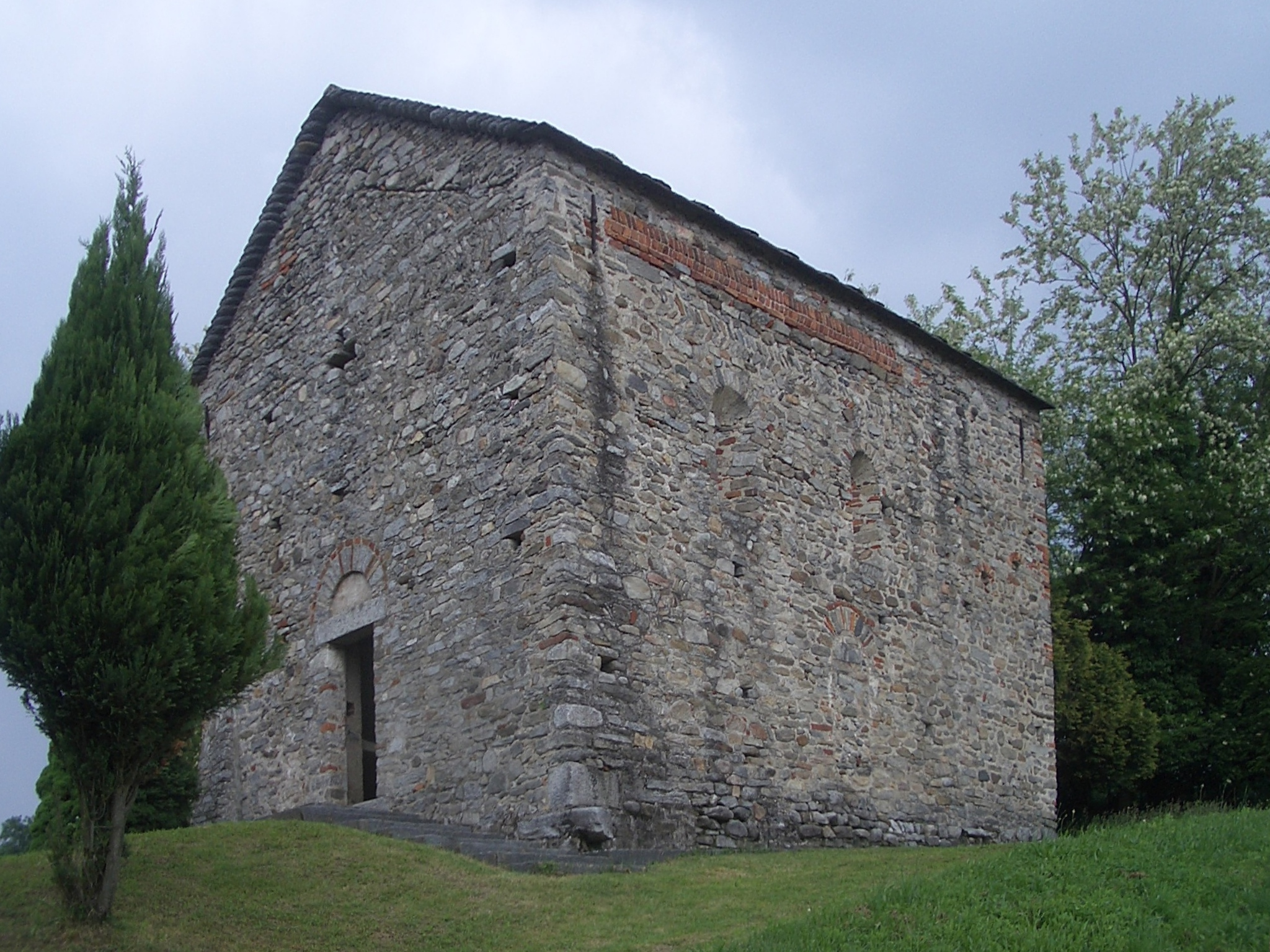
Chiesa di San Tommaso

- Chiesa di San Colombano (XVI secolo)
- Chiesa di San Grato
- Chiesa della Madonna del Motto
- Chiesa di San Rocco
- Chiesa parrocchiale di San Giovanni Battista
- Chiesa di San Tommaso (affreschi della prima metà dell'XI secolo)

## Società

### Evoluzione demografica
Dal 1951 al 2011, la popolazione residente è raddoppiata.
Abitanti censiti

## Amministrazione
Di seguito è presentata una tabella relativa alle amministrazioni che si sono succedute in questo comune.
| Periodo        | Periodo        | Primo cittadino                     | Partito                                 | Carica  | Note  |
| -------------- | -------------- | ----------------------------------- | --------------------------------------- | ------- | ----- |
| 7 luglio 1985  | 25 maggio 1990 | Francesco Allegra                   | Partito Socialista Democratico Italiano | Sindaco | [ 7 ] |
| 25 maggio 1990 | 24 aprile 1995 | Francesco Allegra                   | Partito Socialista Democratico Italiano | Sindaco | [ 7 ] |
| 24 aprile 1995 | 14 giugno 1999 | Francesco Allegra                   | sinistra                                | Sindaco | [ 7 ] |
| 14 giugno 1999 | 14 giugno 2004 | Francesco Allegra                   | -                                       | Sindaco | [ 7 ] |
| 14 giugno 2004 | 8 giugno 2009  | Rosanna Ersilia Bellosta In Allegra | lista civica                            | Sindaco | [ 7 ] |
| 8 giugno 2009  | 26 maggio 2014 | Rosanna Ersilia Bellosta            | lista civica                            | Sindaco | [ 7 ] |
| 26 maggio 2014 | in carica      | Chiara Barbieri                     |                                         | Sindaco | [ 7 ] |

## Sport

### Calcio
La squadra del paese è l' "ACD Briga", che milita in Eccellenza Piemonte-Valle d'Aosta nella stagione 2025-2026, dove militerà nel Girone A.